# Altdorf (Böblingeni járás)
Altdorf település Németországban, azon belül Baden-Württembergben. Lakosainak száma 4642 fő (2023. december 31.).

## Népesség
A település népessége az elmúlt években az alábbi módon változott:
| Lakosok száma | 2359 | 4519 | 4647 | 4662 | 4623 | 4672 | 4642 |
|               | 1975 | 2014 | 2017 | 2019 | 2021 | 2022 | 2023 |